# Brantudden (del av Haxalö, Borgå)
Brantudden är en udde i Finland.   Den ligger i den ekonomiska regionen  Borgå  och landskapet Nyland, i den södra delen av landet, 40 km öster om huvudstaden Helsingfors.
Terrängen inåt land är mycket platt. Havet är nära Brantudden åt sydost.  Närmaste större samhälle är Borgå, 19,4 km norr om Brantudden. 